# Realnost
Realnost ali stvarnost je vsota ali skupek vsega, kar je v okviru sistema resnično ali obstaja, v nasprotju z vsem, kar je le namišljeno. Izraz se uporablja tudi kot oznaka za ontološko stanje stvari, ker kaže na dejstvo, da obstajajo.  V fizičnem smislu pomeni stvarnost celotnost sistema, znanega in neznanega.  Filozofska vprašanja o naravi stvarnosti ali obstoja ali bitja se obravnavajo v rubriki ontologije, ki je glavna veja metafizike v zahodni filozofski tradiciji. Ontološka vprašanja se pojavljajo tudi v različnih vejah filozofije, med drugim v filozofiji znanosti, filozofiji religije, filozofiji matematike in filozofski logiki. Sem spadajo vprašanja o tem, ali so resnični samo fizični predmeti (tj. fizikalizem), ali pa je stvarnost v svojih temeljih nematerialna (npr. idealizem), ali hipotetične neopazljive entitete, ki jih predpostavljajo znanstvene teorije, obstajajo, ali obstaja Bog, ali obstajajo številke in drugi abstraktni predmeti in ali obstajajo možni svetovi.

## Sorodni koncepti

### Pogledi na svet in teorije sveta
Za običajno pogovorno rabo bi stvarnost pomenila "zaznavanja, prepričanja in odnos do stvarnosti", kot v "Moja stvarnost ni tvoja stvarnost". To se pogosto uporablja zgolj kot kolokvializem, v smislu, da se v pogovor vpleteni strinjajo (ali bi se morali strinjati), da o globoko različnih koncepcijah realnosti ne bodo prepirali. Na primer, v pogovoru med prijatelji o veri je mogoče priti na dan s takole šalo: "Morda se ne strinjate, toda v moji stvarnosti vsi gredo v nebesa."
stvarnost je mogoče opredeliti na način, ki jo povezuje s svetovnimi pogledi ali njih deli (konceptualnimi okviri): Realnost je celota vseh stvari, struktur (dejanskih in konceptualnih), dogodkov (v preteklosti in v sedanjosti) in pojavov, ki jih je mogoče zaznati ali pa tudi ne. Vse to skuša konec koncev pogled na svet (ne glede na to, ali temelji na individualni ali skupni človeški izkušnji) opisati ali preslikati.
Nekatere ideje iz fizike, filozofije, sociologije, literarne kritike in drugih področij oblikujejo različne teorije stvarnosti. Eno takšnih prepričanj je, da stvarnosti, ki bi presegala zaznavanja ali prepričanja, ki jih ima vsak od nas o stvarnosti, preprosto in dobesedno ni. Takšna stališča je lahko spoznati po izjavah, kot recimo "stvarnost je, kar občutimo" ali "Življenje je, kako dojemaš stvarnost" ali "Realnost je tisto,kar ti omogoča, de se izmažeš" ( Robert Anton Wilson ), in kažejo na antirealizem - to je stališče, da ni objektivne stvarnosti, ne glede na to, ali se izrecno priznava ali ne.
Številni koncepti znanosti in filozofije so pogosto opredeljeni kulturno in socialno. To idejo je razložil Thomas Kuhn v svoji knjigi Struktura znanstvenih revolucij (1962). Leta 1966 je izšla knjiga Socialna konstrukcija stvarnosti, knjiga o sociologiji znanja, ki sta jo napisala Peter L. Berger in Thomas Luckmann. Avtorja pojasnjujeta,, kako se pride do znanja in kako se uporablja za to, da razumemo stvarnost. Od vseh realnosti je najpomembnejša vsakdanja realnost, saj naša zavest od nas zahteva, da se popolnoma zavedamo in pazimo na izkušnje vsakdanjega življenja.

## Zahodna filozofija
Filozofija vidi dva različna vidika, ko gre za stvarnost: naravo same stvarnosti in odnos med razumom (pa tudi jezikom in kulturo) in stvarnostjo.
Po eni strani ontologija razmišlja o biti, osrednja tema pri tem pa ima različne okvirje, kot so bivanje, eksistenca, "tisto, kar je" in stvarnost. Naloga ontologije je opisati najbolj splošne kategorije stvarnosti in njihovo medsebojno povezanost. Ko bi filozof želel podati pozitivno definicijo pojma "stvarnost", bi to storil pod tem napisom. Kot je razloženo zgoraj, nekateri filozofi ločujejo med stvarnostjo in eksistenco. Mnogi analitični filozofi se danes pri razpravi o ontoloških vprašanjih izogibajo izrazom kot je "stvarnost". Toda za tiste, ki bi obravnavali »resnično«, enako kot »obstaja«, je eno vodilnih vprašanj analitične filozofije vprašanje, ali je obstoj (ali stvarnost) lastnost predmetov. Analitični filozofi so pogosto trdili, da nikakor ni lastnost, čeprav je to stališče v zadnjih desetletjih nekaj izgubilo na teži..
Po drugi strani pa se filozofske razprave o "stvarnosti", zlasti v razpravah o objektivnosti, ki prepletajo tako metafiziko kot v epistemologijo, pogosto tičejo načinov, kako je stvarnost na nek način odvisna (ali ne) od ali da uporabimo modni žargon, "konstruirana" iz) duševnih in kulturnih faktorjev, kot so občutki, prepričanja in druga duševna stanja, pa tudi kulturni artefakti, kot so vere in politična gibanja, vse do nejasnega pojma Weltanschauung - splošnega kulturnega pogleda na svet.
Stališče, da stvarnost, neodvisno od kakršnih koli prepričanj, zaznav itd. obstaja, se imenuje realizem. Natančneje, filozofi so nagnjeni k "realizmu o tem in onem", kot je realizem o univerzalnih pojmih ali realizem o zunanjem svetu. Na splošno, kjer se lahko prepozna vsak razred predmeta, obstoj ali bistvene značilnosti, za katere se lahko reče, da niso odvisne od dojemanja, prepričanja, jezika, ali katerega koli drugega človeškega artefakta, je mogoče govoriti o "realizma o" tem predmetu..
Eno lahko tudi o istih predmetih govorimo s stališča proti-realizma.. Proti-realizem je zadnji v dolgi vrsti stališč, ki nasprotujejo realizmu. Morda je bil prvi med njimi idealizem, katerega ime kaže, da ima stvarnost v naših mislih za plod naših idej. Berkeleyski idealizem je stališče, ki ga je predlagal irski empirik George Berkeley. Po njem so predmeti zaznavanja dejansko ideje v mislih. V tem pogledu bi lahko koga zamikalo reči, da je stvarnost "miselni konstrukt"; to pa ni povsem natančno, saj po Berkeleyjevem mnenju zaznavne ideje ustvarja in usklajuje Bog. Do 20. stoletja so podobne poglede, podobne Berkeleyjevim, imenovali fenomenalizem. Fenomenalizem se od berkeleyskega idealizma razlikuje predvsem po tem, da je Berkeley verjel, da umi ali duše niso zgolj ideje niti sestavljeni iz idej, medtem ko so vrste fenomenalizma, kot je alternativa, ki jo zagovarja Russell, šle korak naprej v smislu, da je um sam zgolj zbirka zaznav, spominov itd. in da nad takšnimi duševnimi dogodki ni najti kakega duha ali duše. Končno je antirealizem postal modni izraz za vsako stališče, po katerem je obstoj nekega predmeta odvisen od uma ali kulturnih predmetov. Stališče, da je tako imenovani zunanji svet v resnici zgolj družbeni ali kulturni artefakt, tako imenovani socialni konstrukcionizem, je ena od vrst antirealizma. Kulturni relativizem je stališče, da družbene teme, kot je na primer morala, niso absoluten, temveč vsaj delno kulturen artefakt.
Korespondenčna teorija znanja o tem, kaj obstaja, trdi, da "resnično" znanje o stvarnosti predstavlja natančno ujemanje izjav o in podobah stvarnosti z dejansko stvarnostjo, ki jo izjave ali slike skušajo predstaviti. Na primer, znanstvena metoda lahko na podlagi opazljivih dokazov za obstoj stvari preveri, ali je trditev resnična. Mnogo ljudi lahko pokaže na Triglav in trdi, da to Julijske Alpe obstajajo in bodo še dalje obstajale, tudi če jih nihče ne opazuje ali daje izjave o njih.

### Bit
Narava biti je trajna tema v metafiziki. Parmenid je na primer učil, da je stvarnost ena sama nespremenljiva bit, Heraklit pa je pisal, da vse teče. Filozof 20. stoletja Heidegger je menil, da so prejšnji filozofi izgubili izpred oči vprašanje biti (qua bit) z osredotočanjem na vprašanje bitja (obstoječih stvari), tako da se je treba vrniti k parmenidskemu pristopu. Ontološki katalog je poskus našteti temeljne sestavine stvarnosti. Vprašanje, ali je eksistenca predikat ali ni, se premleva že od zgodnje moderne, nenazadnje v zvezi z ontološkim argumentom za obstoj Boga. Obstoj, da nekaj je, je bil v nasprotju z bistvom, z vprašanjem, kaj nekaj je. Ker obstoj brez bistva zveni prazno, se povezuje z ničnostjo filozofov, kot je Hegel. Nihilizem predstavlja izjemno negativen pogled na bivanje, absolut pa pozitiven.

### Dojemanje
Vprašanje neposrednega ali "naivnega" realizma se v nasprotju s posrednim ali "reprezentativnim" realizmom pojavlja v filozofiji zaznavanja in razuma v razpravljanju o naravi zavestne izkušnje;   epistemološko vprašanje, namreč ali je svet, ki ga vidimo okoli sebe, sam po sebi resničen svet ali pa gre zgolj za notranje dojeto kopijo tega sveta, ki ga ustvarjajo nevronski procesi v naših možganih. Naivni realizem je znan kot neposredni realizem, ko je nastal kot nasprotje posrednemu ali predstavitvenemu realizmu, ki je znan tudi kot epistemološki dualizem,  to je kot filozofsko stališče, da ne gre za naše zavestno izkustvo samega resničnega sveta, temveč za izkustvo notranje predstavitve, miniaturne, virtualno stvarnostne replike sveta.
Timothy Leary je skoval vplivni izraz Tunel stvarnosti - Reality tunnel, ki je zanj neke vrste predstavitveni realizem. Teorija trdi, da si vsak posameznik s podzavestnim naborom miselnih filtrov, nastalih iz njegovih prepričanj in izkušenj, en in isti svet razlaga drugače, zato je "resnica v očeh gledalca". Njegove ideje so vplivale na delo njegovega prijatelja Roberta Antona Wilsona.

### Abstraktni predmeti in matematika
Status abstraktnih pojmov, posebno števil, je tema razprave v matematiki.Najbolj znana oblika realizma v filozofiji matematike je platonski realizem, ki številom pripisuje abstraktni, nematerialni obstoj. Druge oblike realizma matematiko enačijo s konkretnim fizičnim vesoljem.Med antirealistična stališča spadata formalizem in fikcionalizem.
Nekateri pristopi so glede nekaterih matematičnih predmetov selektivno realistični, drugi spet ne. Finitizem zavrača neskončne količine. Ultrafinitizem sprejema končne količine do določene velikosti. Konstruktivizem in intuicionizem sta realna, kar se tiče predmetov, ki jih je mogoče eksplicitno zgraditi, vendar zavračata uporabo načela izključitve sredine pri dokazovanju obstoja z reductio ad absurdum.
Tradicionalna razprava se osredotoča na vprašanje, ali poleg fizičnega (smiselnega, konkretnega) sveta obstaja še abstraktno (nematerialno, razumljivo) področje števil. Nedavni razvoj je hipoteza o matematičnem vesolju; po tej teoriji obstaja edinole matematični svet in končni, fizični svet je samo iluzija znotraj njega.
Ekstremna oblika realizma v matematiki je matematična multiverzna hipoteza, ki jo je postavil Max Tegmark. Edini Tegmarkov postulat je: Vse strukture, ki obstajajo matematično, obstajajo tudi fizično. Se pravi v smislu, da bodo "v tistih [svetovih], ki so dovolj zapleteni, da vsebujejo podstrukture, in ki se sami sebe zavedajo, [svetovi] subjektivno sebe videli kot obstoječe v fizično 'resničnem' svetu".   Hipoteza se nagiba k sklepu, da je treba svetove, ki ustrezajo različnim naborom začetnih pogojev, fizičnih konstant ali popolnoma različnih enačb, šteti za resnične. Teorijo lahko štejemo za obliko platonizma, saj predpostavlja eksistenco matematičnih entitet, lahko pa jo štejemo tudi za matematični monizem, ker zanika, da razen objektov matematike ne obstaja nič.

### Lastnosti
Starodaven problem univerzalij v metafiziki se ukvarja s vprašanjem, ali univerzalije obstajajo. Univerzalije so splošne ali abstraktne kakovosti, značilnosti, lastnosti, vrste ali razmerja, kot so moški / ženska, trdna snov / tekočina / plin ali kaka določena barva  ki jih je mogoče izpeljati iz posameznih objektov ali podrobnosti, ali za katere velja, da jih posamezniki ali podrobnosti delijo z drugimi ali v njih sodelujejo. Na primer, Pika, Anica in Tomaž imajo skupno univerzalno lastnost človeka ali človeštva.
Realistična šola trdi, da so posplošenja stvarna, da obstajajo in da se razlikujejo od podrobnosti, ki so njih posamezen primer. Obstajajo različne oblike realizma. Glavni obliki sta platonski realizem in aristotelski realizem. Po Platonskem realizmu so posplošenja resnične entitete in obstajajo neodvisno od podrobnosti. Aristotelski realizem pa zagovarja stališče, da so posplošenja resnične entitete, vendar je njihov obstoj odvisen od podrobnosti, ki jih zastopajo.
Nominalizem in konceptualizem sta glavni obliki protirealizma z vidika univerzalnosti.

### Čas in prostor
Tradicionalno realistično stališče v ontologiji je, da čas in prostor obstajata ločeno od človeškega razuma. Idealisti zanikajo ali dvomijo o obstoju predmetov neodvisno od razuma. Nekateri antirealisti, katerih ontološko stališče je, da predmeti obstajajo zunaj razuma, kljub temu dvomijo o neodvisnem obstoju časa in prostora.
Kant je v Kritiki čistega razuma čas opisal kot aprioren pojem, ki nam skupaj z drugimi apriornimi idejami, kot je prostor, omogoča razumevanje čutne izkušnje. Kant zanika, da sta prostor ali čas substanca, entiteti sami po sebi ali pa priučeni na osnovi izkušnje; meni, da sta oba elementa sistematičnega okvira, ki ga uporabljamo za to, da strukturiramo svoja izkustva. Prostorske meritve uporabljamo zato, da merimo oddaljenost objektov od nas, čas pa merimo za to, da kvantitativno primerjamo presledke med (ali za trajanje) dogodkov. Čeprav sta prostor in čas v tem smislu transcendentalno idealna, sta pa tudi empirično resnična, torej ne zgolj iluzija.
Idealistični pisci, kot je na primer ME McTaggart v Nerealnosti časa, so trdili, da je čas iluzija.
Metafizične teorije časa se lahko razlikujejo glede stvarnosti časa kot celote, poleg tega pa se lahko razlikujejo v svojem pripisovanju stvarnosti ločeno preteklosti, sedanjosti in prihodnosti.
- Prezentizem meni, da sta preteklost in prihodnost neresnični in da je resnična le vedno spreminjajoča se sedanjost.
- Teorija blokovnega vesolja, znana tudi pod imenom Eternalizem, trdi, da so preteklost, sedanjost in prihodnost resnične, a da je tok časa iluzija, pogosto rečeno trditev imela znanstveno podlago v relativnosti.
- Teorija naraščajočega blok vesolja trdi, da sta preteklost in sedanjost resnični, prihodnost pa ne.

Čas in sorodni koncepti procesa in evolucije so osrednjega pomena metafiziko gradnje sistemov A.N.Whiteheada in Charlesa Hartshornea.

### Možni svetovi
Izraz "možni svet" ima korenine v Leibnizovi teoriji možnih svetov, ki se uporablja za analizo nujnosti, možnosti in podobnih modalnih pojmov. Modalni realizem je stališče (predlagal ga je David Kellogg Lewis), da so vsi možni svetovi ravno tako resnični kot dejanski svet. Skratka: dejanski svet velja za zgolj enega iz neskončnega nabora logično možnih svetov, med katerimi so nekateri "bliže" dejanskemu svetu, drugi pa bolj oddaljeni. Drugi teoretiki lahko da okvir mogočega sveta uporabljajo za opis in razmišljanje o problemih, ne da bi se na model ontološko vezali. Možna svetovna teorija je povezana z aletsko logiko : predlog je nujen, če je resničen v vseh možnih svetovih, in možen, če drži vsaj v enem. Podobna ideja v znanosti. je interpretacija mnogih svetov kvantne mehanike.

### Teorije vsega (TOE) in filozofija
Pogosto se razpravlja o filozofskih posledicah fizične TOE. Če je na primer filozofski fizikalizem resničen, se bo fizična TOE pokrivala s filozofsko teorijo vsega.
Slog metafizike "gradnja sistema" poskuša na vsa pomembna vprašanja odgovoriti skladno in zagotoviti popolno sliko sveta. Za Platona in Aristotela bi lahko rekli, da sta zgodnja primera celovitih sistemov. V začetku novega veka (17. in 18. stoletje), je, domena gradnje sistema v filozofiji pogosto povezana z racionalistilno metodo filozofije, to je tehniko, razkriti naravo sveta s čistim a priori razmišljanjem. Primeri iz zgodnjega modernega obdobja so med drugim Leibnizova monadologija, Descartesov dualizem, Spinozin monizem. Heglov absolutni idealizem in filozofija procesa Whiteheada sta bila poznejša sistema.
Drugi filozofi ne verjamejo, da lahko njene tehnike merijo tako visoko. Nekateri znanstveniki menijo, da je za TOE potreben bolj matematičen pristop kot pa je filozofija. Stephen Hawking je na primer v Kratki zgodovini časa zapisal, da tudi ko bi imeli TOE, bi šlo nujno množico enačb. Kot je napisal: "Kaj je tisto, kar vdihuje ogenj v enačbe in ustvarja vesolje, da ga lahko opišejo?" 

### Fenomenologija
Veliko širše in osebno gledano zasebne izkušnje, radovednost, premišljevanje in izbirčnost, ki se vpletajo v osebno interpretacijo dogodkov, oblikujejo stvarnost, kot jo vidi ena in samo ena oseba,  ki jo zato imenujemo fenomenološka. Čeprav je ta oblika stvarnosti lahko skupna tudi drugim, je včasih lahko tudi tako edinstvena, da je nihče ne bi nikoli izkusil ali se z njo strinjal. Veliko izkušenj, za katere velja, da so duhovne, se zgodi na tej ravni stvarnosti.
Fenomenologija je filozofska metoda, ki so jo v zgodnjih letih dvajsetega stoletja razvili Edmund Husserl in krog njegovih privržencev na univerzah v Göttingenu in Münchnu v Nemčiji. Kasneje so se fenomenoloških tem lotili filozofi v Franciji, ZDA in drugod, pogosto v kontekstih, ki so bili daleč od Husserlovega dela.
Beseda fenomenologija izhaja iz grškega phainómenon, kar pomeni "tisto, kar je videtii", in lógos, kar pomeni "študij". Po Husserlovi zasnovi se fenomenologija ukvarja predvsem z oblikovanjem struktur zavesti in pojavov, do katerih prihaja v zavestnih dejanjih, v objektih sistematične refleksije in analize. Takšna refleksija naj bi se odvijala z zelo prilagojenega stališča "prve osebe ", pri čemer bi preučevala pojave ne kot se zdijo "moji" zavesti, ampak kateri koli zavesti. Husserl je menil, da lahko fenomenologija tako zagotovi trdno osnovo za vse človeško znanje, vključno z znanstvenim znanjem, in lahko filozofijo utemelji kot "strogo znanost". 
Husserlovo koncepcijo fenomenologije so kritizirali in razvijali med drugim njegov študent in asistent Martin Heidegger, eksistencialisti, kot sta Maurice Merleau-Ponty in Jean-Paul Sartre, ter drugi filozofi, kot so Paul Ricoeur, Emmanuel Levinas in Dietrich von Hildebrand. 

### Skeptične hipoteze
Skeptične hipoteze v filozofiji menijo, da se stvarnost zelo razlikuje od tiste, kar mislimo, da je; ali vsaj, da ne moremo dokazati, da ni tako. Primeri so na primer:
- Hipoteza"možgani v kadi"je postavljena v znanstvenem smislu. Šlo naj bi za breztelesne možgane, ki bi jih nori znanstvenik držal v kadi in jih napajal z lažnimi čutnimi signali. To je hipoteza je temelj serije filmov , Matrixova hipoteza.
- " Sanjski argument"Descartes in Zhuangzi domnevata, da se stvarnost ne razlikuje od sanj.
- Descartesov Zli demon je bitje, "tako pametno in tako varljivo, kot je mogočno, ki je vse svoje napore usmerja v to, da me vara."
- Petminutna hipoteza (ali hipoteza o omfalu ali zadnji četrtekizem) nakazuje, da je nekdo svet ustvaril pred kratkim, skupaj z zapisi in sledovi, ki kažejo na večjo starost.
- Hipoteza Matrix ali hipoteza o simulirani stvarnosti meri na to, da smo morda znotraj računalniške simulacije ali navidezne stvarnosti.

## Fizikalne vede

### Znanstveni realizem
Znanstveni realizem je na najbolj splošni ravni stališče, da je svet ( vesolje ), ki ga opisuje znanost (morda idealna znanost), resnični svet takšen, kakršen je, neodvisen od tega, kakšen bi lahko bil. V filozofiji znanosti je pogosto to stališče oblikovano kot odgovor na vprašanje, "Kako je treba razložiti uspeh znanosti?" Razprava o tem, kaj uspeh znanosti vključuje, se vrti predvsem okoli statusa entitet, ki jih znanstvene teorije ne opazujejo neposredno. Na splošno pripadniki znanstvenega realizma trdijo, da lahko o teh entitetah trdimo zanesljivo (namreč, da imajo enak ontološki status) kot o neposredno opazovanih entitetah, v nasprotju z instrumentalizmom. Najbolj rabljene in preučene znanstvene teorije dandanes navajajo več ali manj resnico.

### Realizem in lokalnost v fiziki
Realizem v smislu, ki ga uporabljajo fiziki, ni enak realizmu v metafiziki.  Slednja pomeni trditev, da je svet neodvisen od razuma: da četudi rezultati merjenja ne obstajajo pred merjenjem, to ne zahteva, da je rezultat meritve ustvarila opazujoča oseba. Poleg tega lastnost, ki ni odvisna od razuma, ni nujno vrednost neke fizične spremenljivke, kot sta položaj ali navor. Lastnost je lahko dispozicijska (ali potencialna), to je lahko tendenca: na način, da se stekleni predmeti nagibajo k lomu, tudi če se dejansko ne zdrobijo. Prav tako bi lahko od razuma neodvisne lastnosti kvantnih sistemov bile iz težnje, da se na določene meritve odzovejo z določenimi vrednostmi z določljivo verjetnostjo.  Takšna ontologija bi bila metafizično realistična, ne da bi bila realistična v smislu fizika "lokalni realizem" (ki bi zahteval, da se z gotovostjo ustvari ena sama vrednost).
Tesno povezan izraz je protifaktična določenost (CFD), ki se uporablja za sklicevanje na trditev, da lahko smiselno govorimo o natančnosti rezultatov meritev, ki niso bile opravljene (tj. Sposobnost domneve o obstoju predmetov in lastnostih predmetov, tudi če niso bili izmerjeni).

### Vloga opazovalca v kvantni mehaniki
Problem se nanaša na filozofske razprave o problemu duha in telesa v okviru kvantne mehanike. Ker kvantna mehanika pozna kvantne superpozicije, ki jih opazovalec ne zazna, nekatere interpretacije kvantne mehanike postavljajo zavestne opazovalce v poseben položaj.
Heisenberg in Bohr sta kvantno mehaniko vedno opisovala v logičnem pozitivističnem smislu. Bohr se je aktivno zanimal tudi za filozofske posledice kvantnih teorij, kot je na primer njegova komplementarnost.  Verjel je, da kvantna teorija ponuja popoln opis narave, čeprav takšne, ki je preprosto neprimerna za vsakodnevne izkušnje - ki jih bolje opisuje klasična mehanika in verjetnost. Bohr ni nikoli določil razmejitvene črte, nad katero predmeti prenehajo biti kvantni in postanejo klasični. Verjel je, da ne gre za fiziko, ampak za filozofijo.
Eugene Wigner je miselni eksperiment "Schrödingerjeva mačka" preoblikoval v "Wignerjevega prijatelja" in predlagal, da je zavest opazovalca razmejitvena črta, ki pospešuje propad valovne funkcije, neodvisno od kakršne koli realistične interpretacije. Ta interpretacija kvantne mehanike, splošno znana kot "zavest, povzroči kolaps ", trdi, da je zaradi opazovanja zavestnega opazovalca prišlo do razpada valovne funkcije.

### Multiverse
Multiverse je hipotetični sklop več možnih vesolj (vključno z zgodovinskim vesoljem, ki ga dosledno doživljamo), ki skupaj obsega vse, kar obstaja : celoto prostora, časa, snovi in energije ter fizikalne zakonitosti in konstante, ki jih opisujejo. Izraz je leta 1895 skoval ameriški filozof in psiholog William James.  V interpretaciji več svetov (MWI), eni izmed glavnih interpretacij kvantne mehanike, obstaja neskončno število vesolj in vsak možen kvantni izid se pojavi v vsaj enem vesolju.
Struktura multiverzuma, narava vsakega vesolja v njem in razmerje med različnimi sestavljenimi vesolji so odvisni od specifične obravnavane hipoteze multiverse. Hipoteze o multiverzih so bile postavljene v kozmologiji, fiziki, astronomiji, religiji, filozofiji, transpersonalni psihologiji in fantastiki, zlasti v znanstveni fantastiki in fantaziji. V teh kontekstih se vzporedna vesolja imenujejo tudi "alternativna vesolja", "kvantna vesolja", "medsebojno prodirajoče dimenzije", "vzporedne dimenzije", "vzporedni svetovi", "alternativne stvarnosti", "alternativni časovni okviri" in "dimenzijske ravnine", med ostalimi.

### Znanstvene teorije o vsem
Teorija vsega (TOE) je domnevna teorija teoretične fizike, ki v celoti pojasnjuje in povezuje vse znane fizikalne pojave ter napoveduje rezultat katerega koli eksperimenta, ki bi ga bilo mogoče načelno izvesti. Teoriji vsega pravimo tudi končna teorija.  Teoretični fiziki so v dvajsetem stoletju predlagali številne teorije kandidatov o vsem, vendar nobena ni bila eksperimentalno potrjena. Osnovni problem pri razvoju TOE je, da je doslej nemogoče združiti splošno relativnost in kvantno mehaniko. To je eden od nerešenih problemov v fiziki.
Sprva se je izraz "teorija vsega" uporabljal z ironičnim prizvokom, da bi se skliceval na različne preveč splošne teorije. Na primer, pradedek Ijona Tichyja, lik iz cikla znanstvenofantastičnih zgodb Stanisława Lema iz šestdesetih let, je delal na "Splošni teoriji vsega". Fizik John Ellis  trdi, da je ta izraz uvedel v tehnično literaturo v članku v Nature leta 1986.  Sčasoma je izraz obtičal v popularizacijah kvantne fizike kot naziv za teorijo, ki bi z enim samim modelom poenotila ali razložila teorije vseh temeljnih interakcij in vseh delcev narave: splošna relativnost za gravitacijo in standardni model fizike osnovnih delcev.
Trenutni kandidati za teorijo vsega vključujejo teorijo strun, teorijo M in kvantno gravitacijo zanke.

## Čtivo
- Berger, Peter L.; Luckmann, Thomas (1966). The Social Construction of Reality: A Treatise in the Sociology of Knowledge. New York: Anchor Books. str. 21–22.
- Jain, S. A. (1992). Reality. Jwalamalini Trust. Arhivirano iz prvotnega dne 23. aprila 2021. Pridobljeno 22. aprila 2021. Not in Copyright{{navedi knjigo}}:  Vzdrževanje CS1: bot: neznano stanje prvotnega URL-ja (povezava)

## Dodatno čtivo
- George Musser, "Navidezna stvarnost: kako blizu nas lahko fizika pripelje do resnično temeljnega razumevanja sveta?" , Scientific American, letn. 321, št. 3 (september 2019), str. 30–35."Fizika je... temelj širšega iskanja resnice.... Vendar se zdi, da [fizike] včasih prizadene sindrom kolektivnega prevaranta.... Resnica je lahko neopremljiva tudi v najbolj uveljavljenih teorijah. Kvantna mehanika je prav tako preizkušena teorija, vendar je njena interpretacija še vedno nedoumljiva. [str. 30. ] Globlje kot se fiziki potapljamo v stvarnost, bolj se zdi, da stvarnost izhlapeva. "[Str. 34. ]